# Lars Vilandt
Lars Riddermand Vilandt (Rødovre, 22 de agosto de 1974) es un deportista danés que compitió en curling.
Ganó dos medallas de bronce en el Campeonato Europeo de Curling, en los años 2007 y 2011.

## Palmarés internacional
| Campeonato Europeo | Campeonato Europeo | Campeonato Europeo | Campeonato Europeo |
| Año                | Lugar              | Medalla            | Prueba             |
| ------------------ | ------------------ | ------------------ | ------------------ |
| 2007               | Füssen (Alemania)  | Medalla de bronce  | Equipo             |
| 2011               | Moscú (Rusia)      | Medalla de bronce  | Equipo             |